# Iwakuni
Iwakuni (jap. 岩国市 Iwakuni-shi) – miasto w Japonii, leżące na wybrzeżu wyspy Honsiu (Honshū), w prefekturze Yamaguchi, nad Morzem Wewnętrznym.

## Opis
W mieście znajduje się znany most Kintai (jap. Kintai-kyō), historyczny most drewniany, zbudowany w 1673 roku. Łączy on brzegi rzeki Nishiki pięcioma drewnianymi łukami. Znajduje się on u podnóża góry Yoko-yama, na której szczycie znajduje się zamek Iwakuni.
Park Kikkō, na którego terenie znajdują się most Kintai i zamek, jest jednym z najpopularniejszych rejonów turystycznych w Japonii, szczególnie w okresie kwitnienia wiśni (sakura) oraz jesiennej zmiany kolorów klonów japońskich (momiji). Park został uznany za skarb narodowy w 1922 roku.

## Położenie
Miasto leży na wschodzie prefektury na granicy z prefekturami: Shimane i Hiroshima. Graniczy z miastami:
- Yanai
- Shūnan
- Masuda
- Ōtake

## Przemysł
Miasto posiada przemysł chemiczny, włókienniczy, rafineryjny i papierniczy.

## Znani ludzie urodzeni w mieście
W mieście urodzili się:
- Matt Heafy, wokalista i gitarzysta amerykańskiej grupy muzycznej Trivium;
- Chiyo Uno (1897–1996), pisarka.

## Współpraca
- Japonia: Tottori
- Brazylia: Jundiaí
- Chińska Republika Ludowa: Taicang